# Canton (Minnesota)

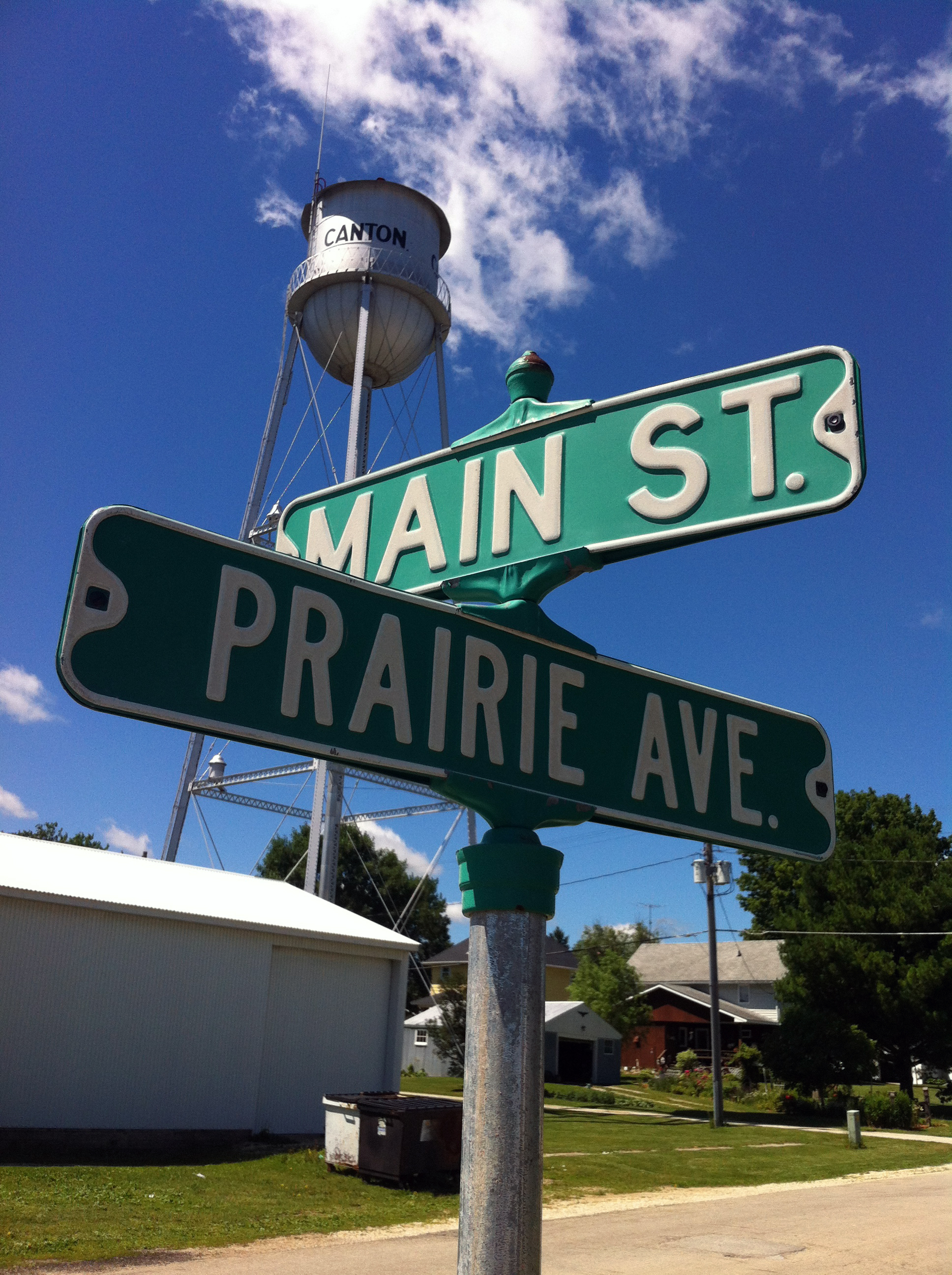
Plaques de rue à Canton-Prairie et Main

Pour les articles homonymes, voir Canton (homonymie).
Canton est une ville américaine située dans le Comté de Fillmore, dans le Minnesota. Selon le recensement de 2010, sa population est de 346 habitants.